# 인천 서구의 국회의원

## 행정구역 변천
- 1988년 1월 1일 인천직할시 북구 검암동·백석동·시천동·경서동·연희동·공촌동·심곡동·가정동·신현동·석남동·원창동·가좌동에 인천직할시 서구 설치
- 1995년 1월 1일 인천광역시 서구
- 1995년 3월 1일 김포군 검단면이 인천광역시 서구에 편입{김포 검단면 → 인천 서구 검단동}

## 인천 서구의 역대 국회의원 일람
| 대수   | 이름           | 소속정당       | 임기                               | 선거구역 |
| ------ | -------------- | -------------- | ---------------------------------- | --- |
| 제13대 | 조영장(趙榮藏) | 민주정의당     | 1988년 5월 30일 ~ 1992년 5월 29일  | 서구 일원 |
| 제14대 | 조영장(趙榮藏) | 민주자유당     | 1992년 5월 30일 ~ 1996년 5월 29일  | 서구 일원 |
| 제15대 | 조철구(趙澈九) | 새정치국민회의 | 1996년 5월 30일 ~ 1996년 12월 30일 | 서구 일원 |
| 제15대 | 조한천(趙漢天) | 새정치국민회의 | 1997년 3월 6일 ~ 2000년 5월 29일   | 서구 일원 |
| 제16대 | 조한천(趙漢天) | 새천년민주당   | 2000년 5월 30일 ~ 2004년 5월 29일  | 서구·강화군 갑: 서구 검암경서동 연희동 가정1동 가정2동 가정3동 신현원창동 석남1동 석남2동 석남3동 가좌1동 가좌2동 가좌3동 가좌4동        |
| 제16대 | 박용호(朴容琥) | 새천년민주당   | 당선 무효                          | 서구·강화군 을: 서구 검단동, 강화군 일원                                                                                                 |
| 제16대 | 이경재(李敬在) | 한나라당       | 2002년 8월 9일 ~ 2004년 5월 29일   | 서구·강화군 을: 서구 검단동, 강화군 일원                                                                                                 |
| 제17대 | 김교흥(金敎興) | 열린우리당     | 2004년 5월 30일 ~ 2008년 5월 29일  | 서구·강화군 갑: 서구 검암경서동 연희동 가정1동 가정2동 가정3동 신현원창동 석남1동 석남2동 석남3동 가좌1동 가좌2동 가좌3동 가좌4동        |
| 제17대 | 이경재(李敬在) | 한나라당       | 2004년 5월 30일 ~ 2008년 5월 29일  | 서구·강화군 을: 서구 검단1동 검단2동, 강화군 일원                                                                                        |
| 제18대 | 이학재(李鶴宰) | 한나라당       | 2008년 5월 30일 ~ 2012년 5월 29일  | 서구·강화군 갑: 서구 검암경서동 연희동 가정1동 가정2동 가정3동 신현원창동 석남1동 석남2동 석남3동 가좌1동 가좌2동 가좌3동 가좌4동        |
| 제18대 | 이경재(李敬在) | 무소속         | 2008년 5월 30일 ~ 2012년 5월 29일  | 서구·강화군 을: 서구 검단1동 검단2동 검단3동 검단4동, 강화군 일원                                                                        |
| 제19대 | 이학재(李鶴宰) | 새누리당       | 2012년 5월 30일 ~ 2016년 5월 29일  | 서구·강화군 갑: 서구 검암경서동 연희동 가정1동 가정2동 가정3동 신현원창동 석남1동 석남2동 석남3동 가좌1동 가좌2동 가좌3동 가좌4동 청라동 |
| 제19대 | 안덕수(安德壽) | 새누리당       | 당선 무효                          | 서구·강화군 을: 서구 검단1동 검단2동 검단3동 검단4동, 강화군 일원                                                                        |
| 제19대 | 안상수(安相洙) | 새누리당       | 2015년 4월 30일 ~ 2016년 5월 29일  | 서구·강화군 을: 서구 검단1동 검단2동 검단3동 검단4동, 강화군 일원                                                                        |
| 제20대 | 이학재(李鶴宰) | 새누리당       | 2016년 5월 30일 ~ 2020년 5월 29일  | 서구 갑: 청라1동, 청라2동, 가정1동, 가정2동, 가정3동, 신현원창동, 석남1동, 석남2동, 석남3동, 가좌1동, 가좌2동, 가좌3동, 가좌4동          |
| 제20대 | 신동근(申東根) | 더불어민주당   | 2016년 5월 30일 ~ 2020년 5월 29일  | 서구 을: 검암경서동, 연희동, 검단동, 불로대곡동, 원당동, 당하동, 오류당길동                                                              |
| 제21대 | 김교흥(金敎興) | 더불어민주당   | 2020년 5월 30일 ~ 2024년 5월 29일  | 서구 갑: 청라1동, 청라2동, 가정1동, 가정2동, 가정3동, 신현원창동, 석남1동, 석남2동, 석남3동, 가좌1동, 가좌2동, 가좌3동, 가좌4동          |
| 제21대 | 신동근(申東根) | 더불어민주당   | 2020년 5월 30일 ~ 2024년 5월 29일  | 서구 을: 검암경서동, 연희동, 청라3동, 검단동, 불로대곡동, 원당동, 당하동, 오류당길동                                                     |
| 제22대 | 김교흥(金敎興) | 더불어민주당   | 2024년 5월 30일 ~ 현재             | 서구 갑: 청라1동, 청라2동, 가정1동, 가정2동, 가정3동, 신현원창동, 석남1동, 석남2동, 석남3동, 가좌1동, 가좌2동, 가좌3동, 가좌4동          |
| 제22대 | 이용우(李庸宇) | 더불어민주당   | 2024년 5월 30일 ~ 현재             | 서구 을: 검암경서동, 연희동, 청라1동, 청라2동, 청라3동                                                                                   |
| 제22대 | 모경종(牟炅鍾) | 더불어민주당   | 2024년 5월 30일 ~ 현재             | 서구 병: 검단동, 불로대곡동, 원당동, 당하동, 오류왕길동, 마전동, 아라동                                                                  |

## 같이 보기
- 서구 (인천 선거구)
- 강화군의 국회의원
- 김포시의 국회의원
- 인천 계양구의 국회의원
- 인천 부평구의 국회의원
- 인천 중구의 국회의원
- 인천 동구의 국회의원
- 인천 미추홀구의 국회의원
- 서구·강화군 갑
- 서구·강화군 을
- 서구 갑 (인천)
- 서구 을 (인천)
- 서구 병